# Tae Satoya
Tae Satoya (Japans: 里谷 多英) (Sapporo, 12 juni 1976) is een voormalig freestyleskiester uit Japan. Ze vertegenwoordigde haar vaderland op de Olympische Winterspelen 1994 in Lillehammer, de Olympische Winterspelen 1998 in Nagano, de Olympische Winterspelen 2002 in Salt Lake City, de Olympische Winterspelen 2006 in Turijn en de Olympische Winterspelen 2010 in Vancouver. Satoya was de eerste vrouw die voor Japan een gouden medaille op een Olympische winterspelen behaalde.
In 2005 werd Satoya gearresteerd na een ruzie in een nachtclub. Dit werd breed uitgemeten in de media, waardoor ze meteen door de Japanse ski federatie werd uitgesloten van deelname aan de wereldkampioenschappen later dat jaar en van haar sponsor niet mee mocht doen aan de nationale kampioenschappen van 2005.

## Resultaten

### Olympische Winterspelen
| Jaar | Plaats         | Resultaten |
| ---- | -------------- | ---------- |
| 1994 | Lillehammer    | 11e Moguls |
| 1998 | Nagano         | Moguls     |
| 2002 | Salt Lake City | Moguls     |
| 2006 | Turijn         | 15e Moguls |
| 2010 | Vancouver      | 19e Moguls |

### Wereldkampioenschappen
| Jaar | Plaats      | Resultaten                |
| ---- | ----------- | ------------------------- |
| 1995 | La Clusaz   | 12e Moguls                |
| 1997 | Nagano      | 15e Moguls                |
| 2001 | Whistler    | 10e Moguls 7e Dual moguls |
| 2003 | Deer Valley | 14e Moguls 6e Dual Moguls |
| 2009 | Inawashiro  | 9e Moguls Dual moguls     |

### Wereldbeker
Eindklasseringen
| Seizoen   | Algemeen         | Moguls            | Dual moguls       |
| --------- | ---------------- | ----------------- | ----------------- |
| 1992/1993 | 101e 0,00 punten | 49e 4,00 punten   |                   |
| 1993/1994 | 91e 6,00 punten  | 41e 44,00 punten  |                   |
| 1994/1995 | 59e 28,00 punten | 24e 196,00 punten |                   |
| 1995/1996 | 45e 52,00 punten | 16e 420,00 punten | 8e 128,00 punten  |
| 1996/1997 | 19e 82,00 punten | 7e 408,00 punten  | 9e 264,00 punten  |
| 1997/1998 | 26e 70,00 punten | 10e 420,00 punten | 23e 44,00 punten  |
| 1998/1999 | 9e 84,00 punten  | 4e 336,00 punten  | 22e 44,00 punten  |
| 1999/2000 | 16e 71,00 punten | 8e 356,00 punten  | 11e 152,00 punten |
| 2000/2001 | 22e 70,00 punten | 11e 352,00 punten |                   |
| 2001/2002 | 11e 79,00 punten | 7e 472,00 punten  | 12e 120,00 punten |
| 2002/2003 | 33e 60,00 punten | 14e 420,00 punten | 14e 120,00 punten |
| 2004/2005 | 35e 23,00 punten | 13e 252,00 punten |                   |
| 2005/2006 | 106e 4,00 punten | 32e 45,00 punten  |                   |
| 2007/2008 | 127e 2,00 punten | 35e 18,00 punten  |                   |
| 2008/2009 | 129e 2,00 punten | 36e 22,00 punten  |                   |
| 2009/2010 | 95e 5,00 punten  | 30e 51,00 punten  |                   |
| 2010/2011 | 79e 7,00 punten  | 25e 77,00 punten  |                   |
| 2011/2012 | 136e 3,00 punten | 31e 39,00 punten  |                   |

Wereldbekerzeges
| Datum            | Plaats      | Onderdeel |
| ---------------- | ----------- | --------- |
| 9 maart 1998     | Hundfjället | Moguls    |
| 17 februari 1999 | Inawashiro  | Moguls    |

### Europabeker
Eindklasseringen
| Seizoen   | Moguls           |
| --------- | ---------------- |
| 2009/2010 | 46e 68,00 punten |

### Noord-Amerikabeker
Eindklasseringen
| Seizoen   | Moguls           |
| --------- | ---------------- |
| 2008/2009 | 26e 89,00 punten |